# George Monbiot
George Joshua Richard Monbiot (* 27. ledna 1963 Londýn) je britský ekolog a politolog. Vystudoval zoologii na Oxfordské univerzitě, pracoval v BBC a jako investigativní novinář se zabýval drancováním přírodních zdrojů ve Třetím světě. Za své texty o situaci původních obyvatel Západního Irianu byl v Indonésii odsouzen v nepřítomnosti k doživotnímu vězení. Píše pravidelně komentáře pro deník The Guardian. V roce 1995 založil organizaci The Land is Ours, usilující o volný vstup na soukromé pozemky. V roce 2010 vznesl požadavek, aby byl Tony Blair souzen jako válečný zločinec. Byl zakladatelem radikálně levicové strany RESPECT Party – zastává názor, že globální oteplování může být zastaveno pouze v případě, že bude odstraněn kapitalismus. Je držitelem ceny Global 500 Roll of Honour.

## Knihy
- Poisoned Arrows: An investigative journey through the forbidden lands of West Papua (1989, Abacus) ISBN 0-7181-3153-3
- Amazon Watershed (1991, Abacus) ISBN 0-7181-3428-1
- Mahogany Is Murder: Mahogany Extraction from Indian Reserves in Brazil (1992) ISBN 1-85750-160-8
- No Man's Land: An Investigative Journey Through Kenya and Tanzania (1994, Picador) ISBN 0-333-60163-7
- Captive State: The Corporate Takeover of Britain (2000, Macmillan) ISBN 0-333-90164-9
- Anti-capitalism: A Guide to the Movement (2001, Bookmarks) ISBN 1-898876-78-9 contributor
- Europe Inc.: Regional and Global Restructuring and the Rise of Corporate Power (2003, Pluto Press) foreword by George Monbiot, ISBN 0-7453-2163-1
- The Age of Consent (2003, Flamingo) ISBN 0-00-715042-3
- Manifesto for a New World Order (2004, The New Press) ISBN 1-56584-908-6
- Heat: How to Stop the Planet Burning (September 2006, Allen Lane) ISBN 0-7139-9923-3 US edition (April 2007,South End Press) ISBN 978-0-89608-779-8
- Bring on the Apocalypse: Six Arguments for Global Justice (March 2008, Atlantic Books) ISBN 978-1-84354-656-6
- Feral: Searching for Enchantment on the Frontiers of Rewilding (May 2013, Penguin Books) ISBN 978-1-84614-748-7
- How Did We Get into This Mess?: Politics, Equality, Nature (London: Verso, 2016)
- Out of the Wreckage (London: Verso, 2017)